# Metropolia di Trimitonte

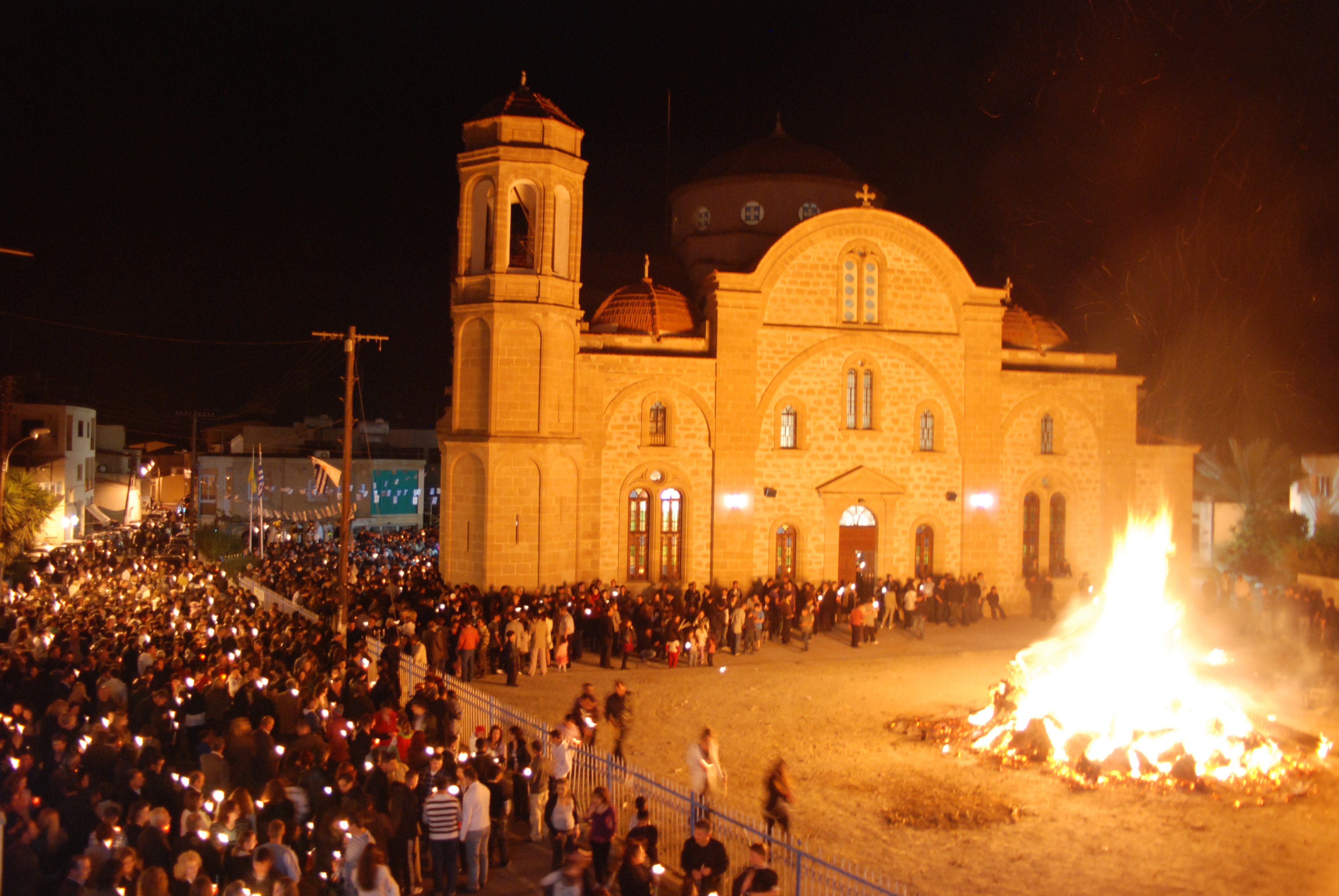
La chiesa di Panagia Evangelistria a Dali.

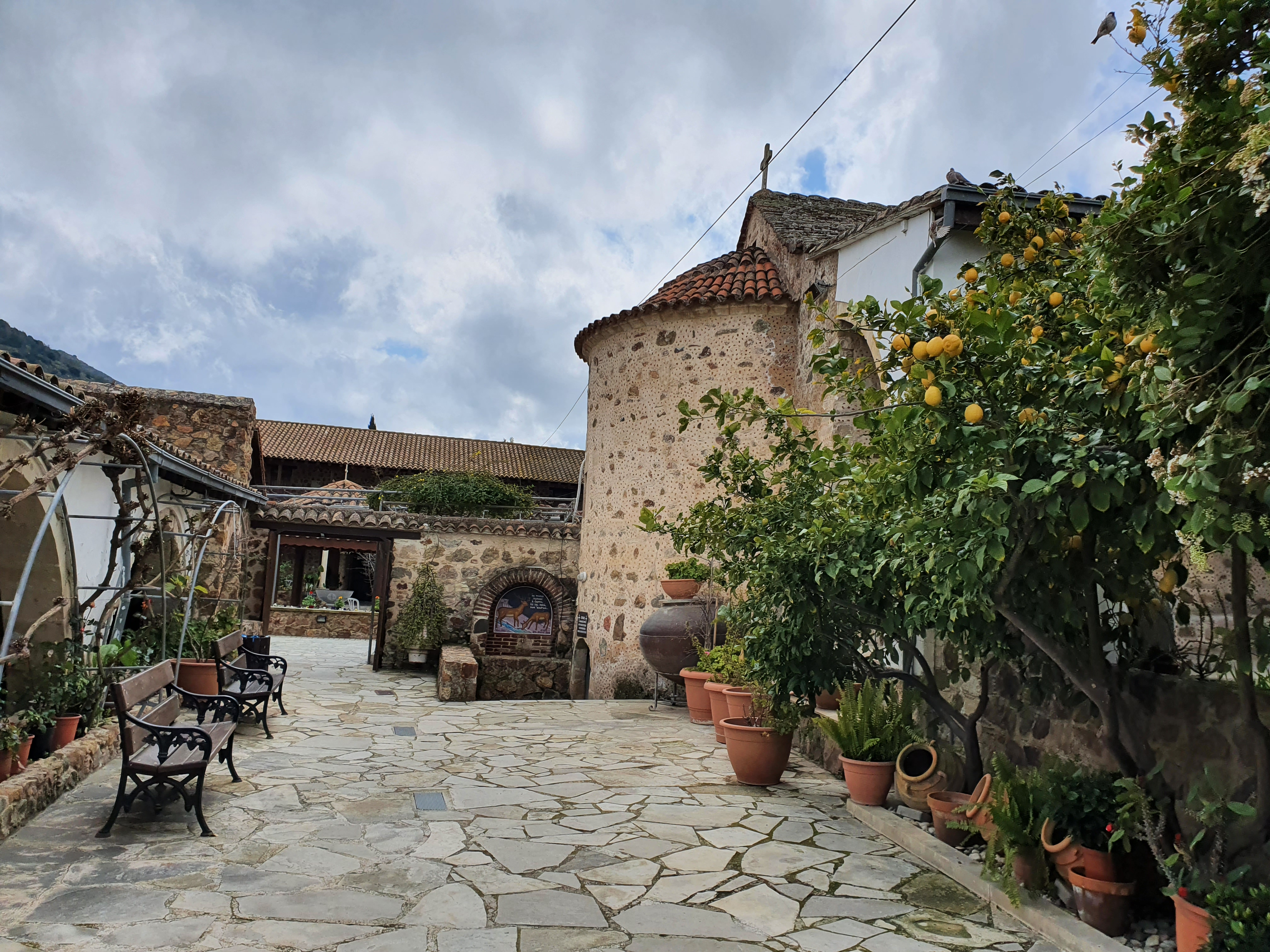
Il monastero di Santa Tecla a Mosfilotí, distretto di Larnaca.

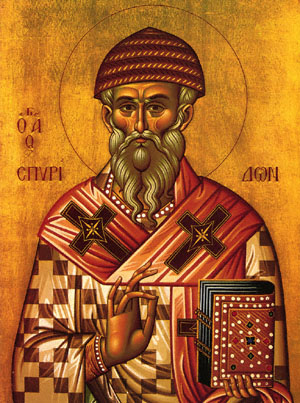
Spiridione di Trimitonte.

La metropolia di Trimitonte (in greco Ιεράς Μητρόπολις Τριμυθούντος?, Ierás Mitrópolis Trimythoúntos) è una circoscrizione ecclesiastica della Chiesa ortodossa di Cipro.
Dal 20 luglio 2007 il metropolita è Barnabas Stavrovouniotis, consacrato vescovo e intronizzato il giorno successivo.

## Territorio
La metropolia si trova nella parte sud-orientale dell'isola di Cipro. Comprende i comuni di Dali, Athīenou, Leukara e altre 40 comunità, di cui cinque (Arsos, Pyrogi, Lurucina, Tremetousia e Marko) sono sotto occupazione turca. All'interno dell'area metropolitana si trovano due monasteri, quello di San Minas e quello della protomartire Santa Tecla.
Ufficialmente la sede episcopale è nel monastero di San Spiridione di Tremetousia, nella zona occupata di Cipro del Nord; per questo motivo, la sede è temporaneamente trasferita a Dali, dove si trova la cattedrale di Nostra Signora dell'Annunciazione (Παναγίας Ευαγγελίστριας).

## Storia
Tremitonte, 7 chilometri ad est dell'odierna Athīenou, è un'antica sede episcopale di Cipro dipendente dall'arcidiocesi di Salamina.
La diocesi è documentata per la prima volta al concilio di Nicea del 325, dove secondo la tradizione partecipò il vescovo san Spiridone, benché il suo nome non appaia nella lista dei vescovi ricostruita da Heinrich Gelzer; un prelato di nome Spiridone si trova anche tra i vescovi ciprioti presenti al concilio di Sardica (circa 344). Al concilio Costantinopoli del 381 era presente il vescovo Teopompo. I sinassari greci ricordano poi i vescovi Arcadio e Nestore, di incerta collocazione cronologica.
Nel VII secolo sono noti due vescovi di nome Teodoro. Teodoro I fu tra i presenti alla lettura ufficiale della vita di san Spiridone, scritta da Teodoro di Pafo, il 14 dicembre 655. Il più importante vescovo di Tremitonte fu Teodoro II, che prese parte al concilio di Costantinopoli del 680-681 in qualità di locum tenens del metropolita Epifanio di Cipro, e che scrisse una biografia di san Giovanni Crisostomo. Segue il vescovo Giorgio, che assistette al secondo concilio di Nicea nel 787. Ultimo vescovo noto è Teofilo, che, secondo il Peri Metatheseon, fu trasferito verso la fine del IX secolo fu eletto metropolita di Salamina-Costanza.

In una Notitia episcopatuum del patriarcato ecumenico di Costantinopoli dell'inizio del X secolo, Tremitonte è annoverata tra le diocesi suffraganee di Salamina-Costanza.
La piana di Tremitonte vide nel 1191 lo scontro finale tra le truppe di Riccardo cuor di leone e Isacco Comneno di Cipro, in seguito al quale l'isola passò in mano ai Crociati. Questi provvidero a istituire la gerarchia di rito latino con il beneplacito di papa Celestino III. Tremitonte tuttavia non fu compresa tra le diocesi latine e venne soppressa (1222). Quando l'isola fu conquistata dall'impero ottomano nel 1571, fu reintrodotta la gerarchia greca, ma la sede di Tremitonte rimase soppressa.
La sede greca è stata restaurata dal Santo Sinodo della Chiesa di Cipro nel 2007, con territorio ricavato dall'arcidiocesi di Cipro e dalla metropolia di Cizio.

## Cronotassi
- San Spiridione † (prima metà del IV secolo)
- Teopompo † (menzionato nel 381)
- Sant'Arcadio †
- San Nestore †
- Teodoro I † (menzionato nel 655)
- Teodoro II † (menzionato nel 680/681)
- Giorgio † (menzionato nel 787)
- Teofilo † (seconda metà del IX secolo eletto metropolita di Salamina-Costanza)[13]
- Barnabas Stavrovouniotis, dal 20 luglio 2007